# Ruda darniowa

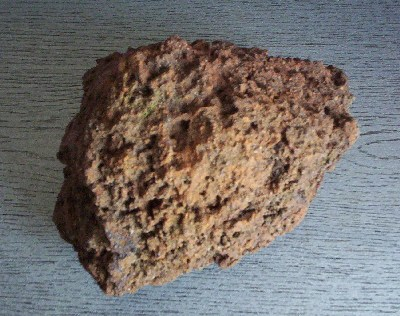
Ruda darniowa

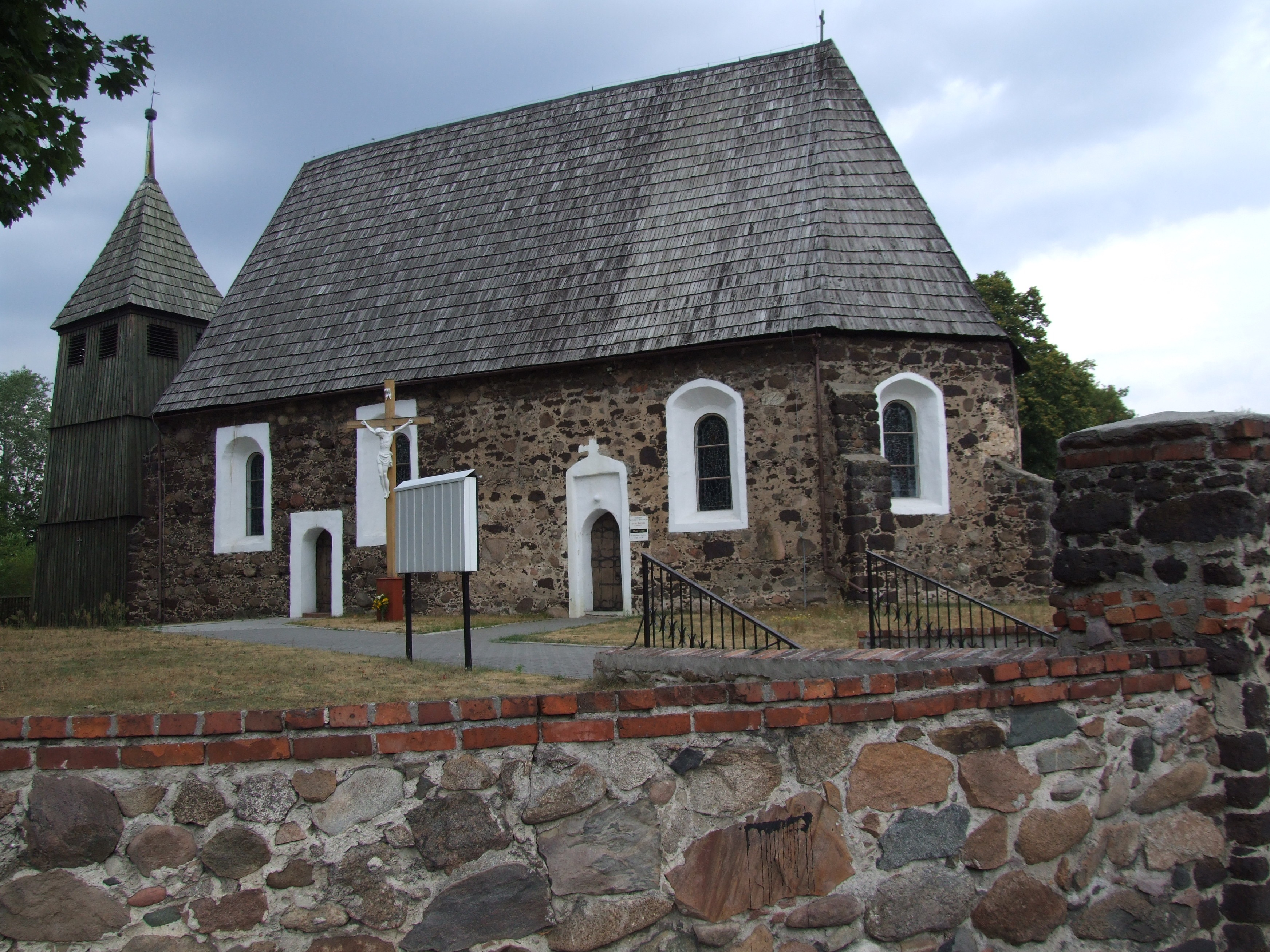
Kościół św. Wawrzyńca w Studzieńcu z kamienia polnego i rudy darniowej

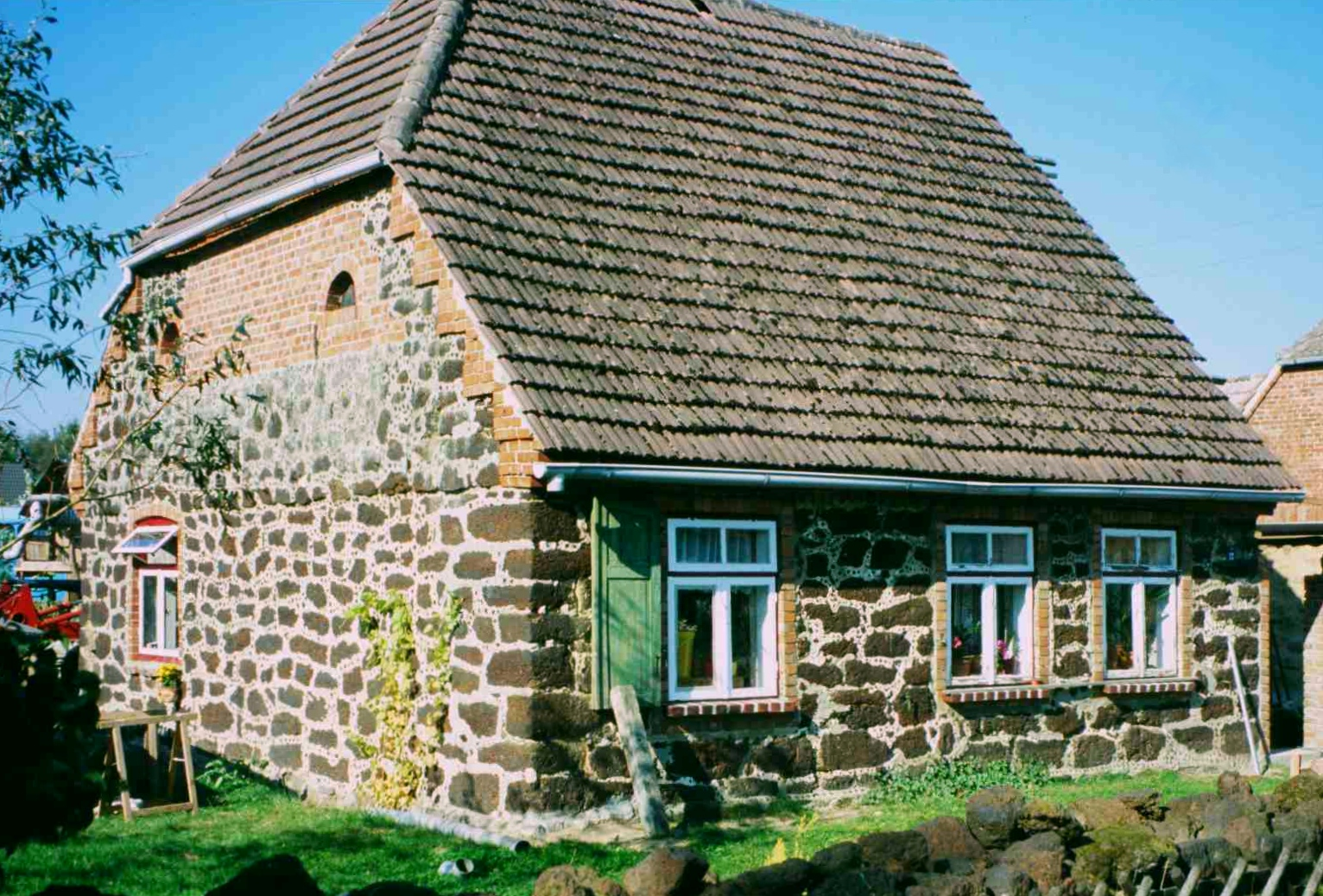
Dom z rudy darniowej w Bresegard bei Eldena (Meklemburgia, Niemcy)

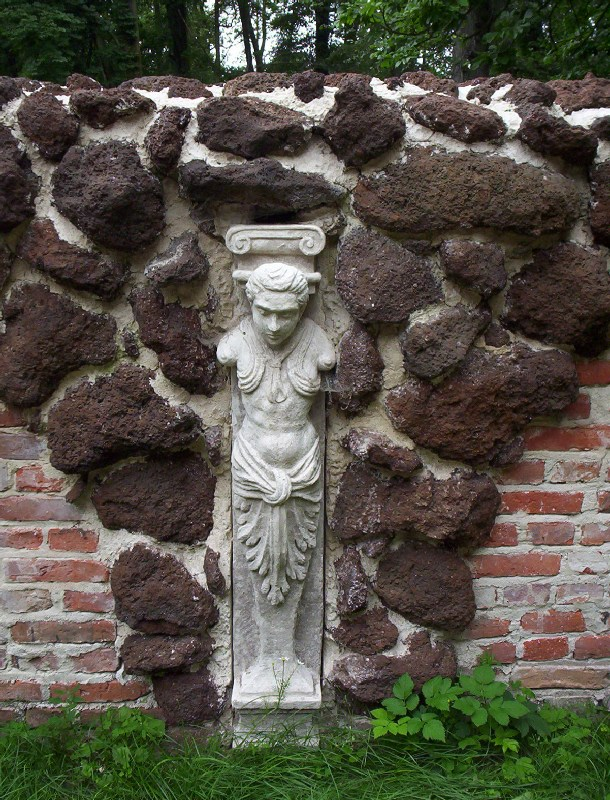
Ruda darniowa wykorzystana w budowie muru

Ruda darniowa, rudawiec – wytrącenia uwodnionych tlenków żelaza, które wraz z domieszką koloidalnej krzemionki, frakcji ilastej czy fosforanów spajają okruchy mineralne i szczątki organiczne, tworząc w profilu glebowym różnej wielkości czarnobrunatne bryły lub trudne do przebicia warstwy. Rudy darniowe tworzą się w obniżeniach terenu. Połączone jest to z wahaniami zwierciadła wody gruntowej, zasobnej w rozpuszczalne związki żelaza. Rudawiec może znacząco utrudniać rozwój systemu korzeniowego roślin i głęboką uprawę gleby.
Ze względu na eksploatację jako złoże oraz na melioracje (wyorywanie lub rozrywanie w celu likwidacji bariery dla wody oraz korzeni drzew i roślin uprawnych) warstwy rudawca współcześnie rzadko są ciągłe, a duże konkrecje mogą być rozproszone w profilu aż do powierzchni gleby.
Jako ruda żelaza wykorzystywana była do wytopu tego metalu od czasów prehistorycznych do XX w. (w Polsce do 1964 r.), głównie w piecach dymarkowych. Złoża rudy darniowej mają zdolność do odnawiania się w ciągu kilku lat.
Z uwagi na swe właściwości absorpcyjne jest stosowana w koksowniach i gazowniach do oczyszczania gazu, głównie z siarkowodoru i cyjanowodoru.
Stosowana również w budownictwie (do XX wieku) z racji swych właściwości wentylacyjnych i estetycznych (budynki z rudy darniowej pozostają suche, a sam budulec kontrastuje z jasną zaprawą). Ruda darniowa stanowiła też naturalny piorunochron średniowiecznych budynków. Kawałki rudy przeznaczone do celów budowlanych zwykle szlifowano z jednego boku, jednak nie formowano z nich równomiernych brył. Odpadki uzyskane z formowania wykorzystywano w fundamentach budynku.